# Xã Kerrick, Quận Pine, Minnesota
Xã Kerrick (tiếng Anh: Kerrick Township) là một xã thuộc quận Pine, tiểu bang Minnesota, Hoa Kỳ. Năm 2010, dân số của xã này là 325 người.